# Tom-Wright-Rücken
Der Tom-Wright-Rücken ist ein Gebirgskamm im ostantarktischen Viktorialand. In den Bowers Mountains ragt er südwestlich des Smithson-Gletschers und östlich des Kopfendes des Graveson-Gletschers auf.
Wissenschaftler der deutschen Expedition GANOVEX I (1979–1980) benannten ihn. Namensgeber ist der US-amerikanische Sedimentologe Thomas O. Wright, der an dieser Forschungsreise beteiligt war.